# Habronestes piccolo
Habronestes piccolo är en spindelart som beskrevs av Baehr 2003. Habronestes piccolo ingår i släktet Habronestes och familjen Zodariidae.
Artens utbredningsområde är New South Wales. Inga underarter finns listade i Catalogue of Life.